# Голубов Святослав Володимирович
Святосла́в Володи́мирович Голубов (нар. 1 листопада 1908, селище Довжанка, тепер місто Довжанськ Луганської області — ?) — український радянський діяч, начальник Головного управління будівництва Харківського економічного району. Депутат Верховної Ради УРСР 6-го скликання. Член-кореспондент Української академії будівництва і архітектури (1958).

## Біографія
Народився в родині робітника. Трудову діяльність розпочав у 1924 році робітником на шахтах Донбасу.
У 1930 році закінчив гірничий факультет Донського політехнічного інституту.
З 1930 року — на керівних посадах на шахтах Ростовської та Челябінської областей РРФСР; начальник відділу капітального будівництва сланцевого комбінату в Ленінградській області РРФСР. Потім працював у місті Ленінграді.
У 1942—1943 роках — головний інженер будівництва, заступник головного інженера тресту «Коркіншахтобуд» Челябінської області РРФСР.
У 1944—1946 роках — головний інженер тресту «Кизелшахтобуд» Молотовської області РРФСР.
Член ВКП(б) з 1946 року.
У 1946—1952 роках — головний інженер, начальник головного управління шахтного будівництва Міністерства вугільної промисловості східних районів СРСР.
У 1952 — січні 1955 року — головний інженер, начальник шахтобудівного комбінату «Сталіношахтобуд» в місті Сталіно (УРСР).
У січні — червні 1955 року — заступник міністра вугільної промисловості Української РСР з будівництва.
У квітні 1956 — 31 травня 1957 року — 1-й заступник міністра будівництва підприємств вугільної промисловості Української РСР.
Член-кореспондент Української академії будівництва і архітектури в 1956—1962 роках (під час її існування).
У червні 1957 — березні 1961 року — 1-й заступник голови Ради народного господарства (раднаргоспу) Сталінського економічного адміністративного району. Звільнений з посади «за станом здоров'я».
У 1961—1963 роках — директор Південного науково-дослідного інституту промислового будівництва Української академії будівництва і архітектури.
У січні 1963 — квітні 1965 року — начальник Головного управління по будівництву в Харківському економічному районі (Головхарківбуду).
З квітня 1965 до лютого 1967 року — заступник міністра будівництва Української РСР.
З березня 1967 року — 1-й заступник міністра будівництва підприємств важкої індустрії Української РСР. 
На 1975—1976 роки — заступник голови Державного планового комітету (Держплану) Української РСР.
Потім — на пенсії.

## Нагороди
- орден Леніна (7.04.1976)
- чотири ордени Трудового Червоного Прапора
- Почесна грамота Президії Верховної Ради Української РСР (20.03.1958)
- Ленінська премія (1957) — за удосконалення методів проходки вертикальних стволів шахт.
- заслужений будівельник Української РСР (31.10.1968)

## Твори
- Об управлении в строительстве. Опыт, анализ, рекомендации [Текст] / С. В. Голубов. — Киев : Будівельник, 1987. — 224 с. : табл
- Скоростная проходка вертикальных шахтных стволов в Донбассе / С. В. Голубов ; М-во угольной пром-сти СССР, Техн. упр., Центр. ин-т техн. информации. Москва : [Б. и.], 1954. 48 с.
- Проведение горных выработок в Чехословакии. - Сталино: Кн. изд-во, 1960.
- Специализация в строительстве предприятий угольной промышленности УССР. — М.: Углетехиздат, 1957.